# Axel Tyll
Axel Tyll (Magdeburgo, 23 de Julho de 1953) é um ex-futebolista profissional alemão que atuava como meio-campista, 
medalhista olímpico.

## Carreira
Axel Tyll atuou em sua carreira somente no 1. FC Magdeburg, ele fez parte do elenco da Alemanha Oriental, bronze em 1972.

## Ligações Externas
- Perfil en NFT.com (em inglês)